# Javier Guerra Moreno
Javier "Javi" Guerra Moreno (nascut el 13 de maig de 2003) és un futbolista professional valencià que juga com a migcampista defensiu al València.

## Carrera esportiva
Guerra va néixer a Gilet, País Valencià, i es va incorporar al planter del València CF el 2019, procedent del Vila-real CF. El 14 de maig de 2021, va signar el seu primer contracte professional amb aquest darrer club, fins al 2024.
Guerra va fer el seu debut amb el filial el 23 de maig de 2021, entrant com a substitut tardà de Koba Koindredi en un empat 1-1 en partit de la Segona Divisió B fora de casa contra el CE L'Hospitalet, quan el seu equip ja havia descendit. Va fer el seu debut amb el primer equip el 16 de gener següent, en substitució del seu company de formació juvenil Hugo Guillamón al final de la victòria per 1-0 de la Copa del Rei contra el CD Atlético Baleares.
Guerra va fer el seu debut professional (i a la Lliga) el 16 d'abril de 2023, substituint Samu Castillejo en una derrota a casa per 2-0 contra el Sevilla FC. Onze dies després, va marcar un gol a l'últim minut en una victòria a casa per 2-1 davant el Real Valladolid, pocs minuts després d'entrar com a substitut.
El maig de 2023, Guerra va ampliar encara més el seu vincle amb els Xe fins al 2027, i definitivament va ser ascendit a l'equip principal abans de la temporada 2023-24. Va començar la nova campanya marcant el gol de la victòria al minut 88 en la victòria per 2-1 contra el Sevilla FC l'11 d'agost, i va entrar com a substitut al minut 66.

## Carrera internacional
Guerra va ser convocat am la selecció d'Espanya Sub-19 l'agost de 2021.